# Стеймацкі
«Стейма́цкі» (івр. סטימצקי) — найстаріша та найбільша мережа книжкових магазинів в Ізраїлі.

## Історія
Цві Стеймацкі відкрив перший магазин в 1920 році в Тель-Авіві по вулиці Герцля, 6.

### Під керівництвом Єхезкеля Стеймацкі (1925—1963)

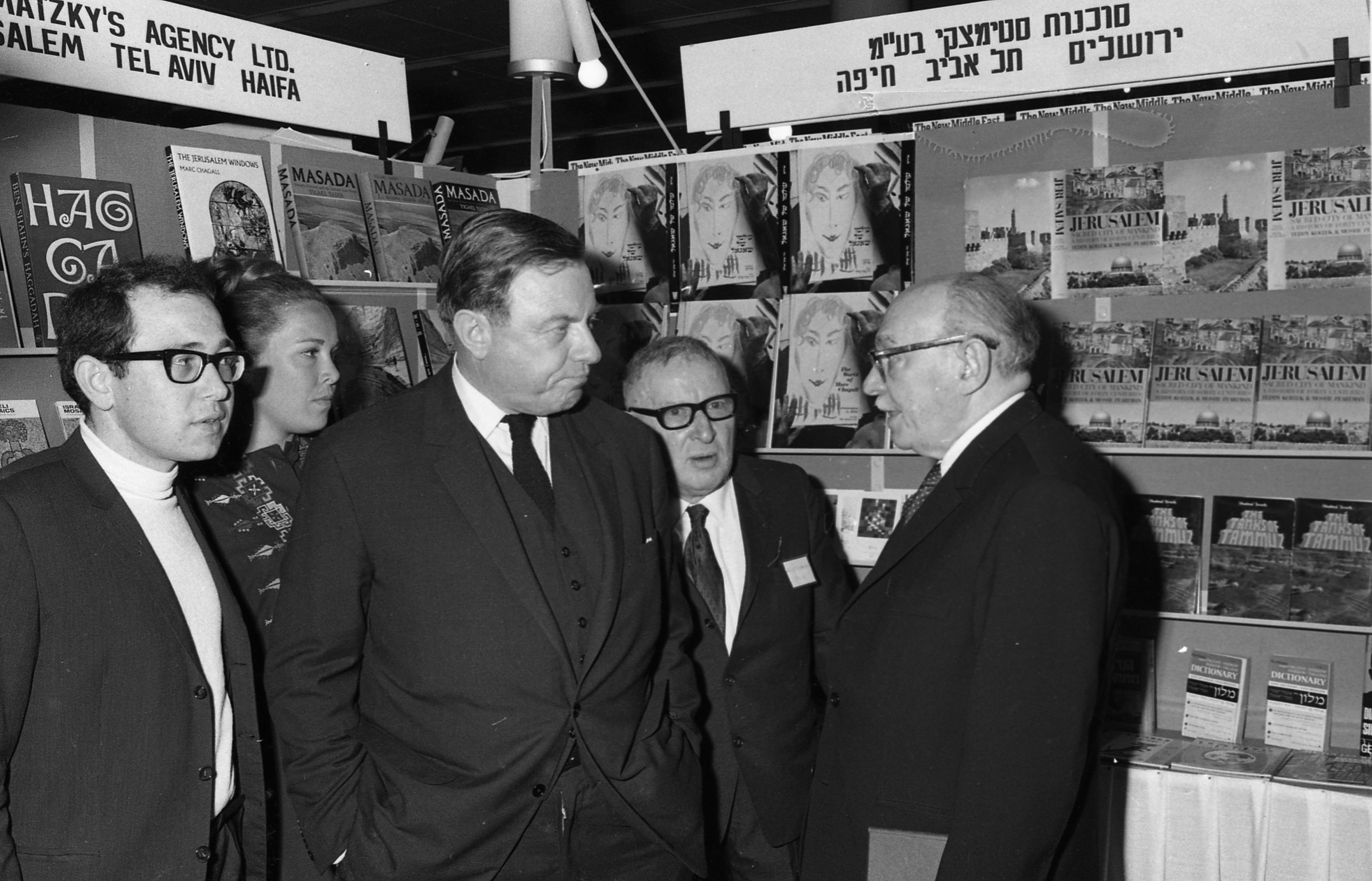
Тедді Коллек (у центрі) відвідує стенд «Стецмацкі» на Єрусалимському міжнародному книжковому ярмарку 1969 року. Ері Стеймацкі праворуч. Представлені деякі книги, опубліковані у «Стеймацкі»

1925 року зведений брат Цві — Єхезкель Стеймацкі відкрив другий магазин на вулиці Яффо в Єрусалимі. Єхезкель Стеймацкі був російським іммігрантом з Німеччини. Первинно він приїхав до Підмандатної Палестини з коротким візитом для відкриття Єврейського університету в Єрусалимі, але вирішив залишитися там після того, як побачив потенціал у відкритті книжкового магазину іноземною мовою, який обслуговуватиме зростаючий ринок іммігрантів, а також британських солдатів. Концепція була настільки успішною, що пізніше того ж року він відкрив додатковий магазин у Хайфі.
У 1927 році Стеймацкі побачив потенціал для розширення на Середній Схід і відкрив магазин у Бейруті. Назва компанії була змінена на «Среденьосхідна агенція Стеймацкі» (англ. Steimatzky Middle East Agency). Під час Другої світової війни магазин мережі «Стеймацкі» відкрився в Багдаді поруч з базою британської армії, а невдовзі після цього в Каїрі, Олександрії та Дамаску.
Розширення на Середній Схід припинилося з початком арабо-ізраїльської війни 1948 року та націоналізацією всіх відділень у Бейруті, Багдаді, Каїрі та Дамаску. 1948 року на вулиці Алленбі у Тель-Авіві відкрився ще один магазин.

### Під керівництвом Ері Стеймацкі (1963—2005)

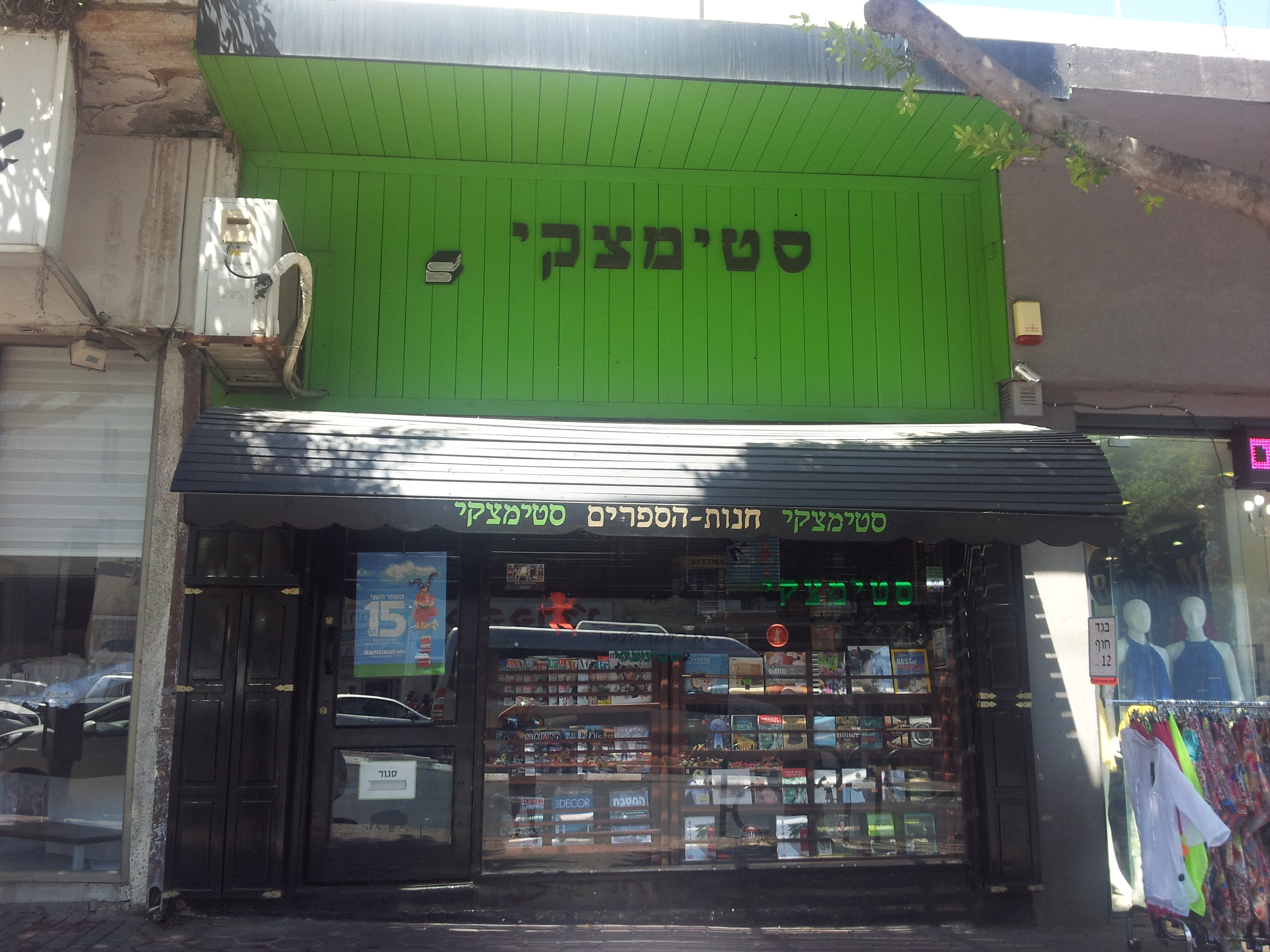
Магазин «Стеймацкі» в Кфар-Саві (2014 рік)

У 1963 році син засновника Єхезкеля, Ері Стеймацкі, приєднався до компанії і став її генеральним директором. Після цього настав період розширення.
У 1995 році компанія «Стеймацкі» придбала мережу «Сіфрі» з сімома магазинами. Мережа була фактично монополією в Ізраїлі до 2002 року.
У 2002 році під брендом «Цомет Сфарім» об'єдналися два менших конкурента («Цомет Сфарім» та «Єрід-га-Сфарім») і видавництво «Модан», маючи близько 40 магазинів. У 2004 році мережа «Стеймацкі» об'єдналася з видавництвом «Кетер» (івр. כתר ספרים).

### Під управлінням «Маркстоун» (2005—2014)

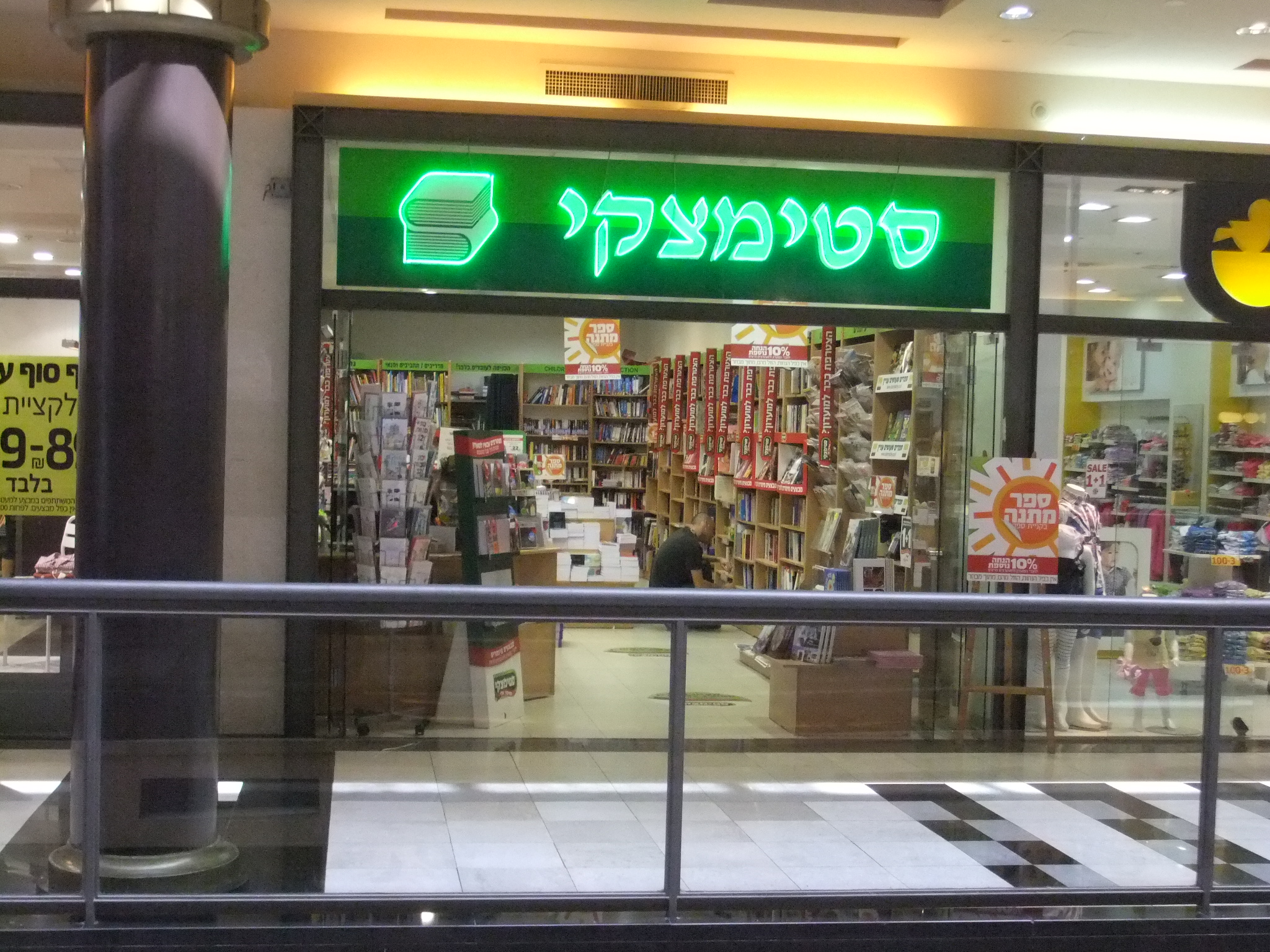
Магазин «Стеймацкі» в торговому центрі «Пісґат Зе'ев», Єрусалим (2012 рік)

У 2005 році компанію «Стеймацкі» купила фірма «Маркстоун Кепітал Партнерз» (англ. Markstone Capital Partners). У 2006 році «Стеймацкі» володів магазинами в 68 містах Ізраїлю, а також у Лондоні та Лос-Анджелесі. Було підраховано, що компанія охоплює 40 % на ізраїльському ринку роздрібної торгівлі книгами і нараховує понад 700 працівників по всьому світу. У вересні 2007 року Ері Стеймацкі оголосив про вихід на пенсію, залишивши компанію в руках «Маркстоун».
У 2010 році мережа «Стеймацкі» управляла понад 160 магазинами по всьому Ізраїлю в різних форматах. Сюди входили магазини в торгових центрах, магазини з кав'ярнями, широкий асортимент некнижкових пропозицій та більші приміщення.

### Під управлінням «Ґ. Яфіт» (2014—…)
У червні 2014 року мережу «Стеймацкі» придбала група інвесторів «Ґ. Яфіт» (англ. G. Yafit). Генеральним директором став Еяль Ґрінберґ, син Яфіт Ґрінберґ («G. Yafit»).
У вересні 2017 року розрив між мережею «Стеймацкі» і її головним конкурентом — мережею «Цомет Сфарім» — скоротився. «Стеймацкі» зменшила кількість відділень до 140, а «Цометом Сфарім» — до 96. На 1 жовтня 2018 року та 1 квітня 2020 року «Цомет Сфарім» мав 95 відділень, тоді як мережа «Стеймацкі» залишилася на тому ж рівні до 1 жовтня 2018 року, а зменшилася до 136 магазинів уже 22 листопада 2020 року.
На початку 2018 року штаб-квартира і логістичний центр «Стеймацкі» переїхали з Кір'ят-Ар'є в Петах-Тікві до промислової зони Лев-га-Арец в Кафр-Касем. З 2020 року на сайті «Стеймацкі» продається широкий асортимент споживчих товарів, включаючи взуття, парфумерію, побутову техніку та електроніку. Станом на 1 січня 2022 року мережа «Стеймацкі» має 128 відділень. «Цомет Сфарім» — 89.

## Виноски
1. 1 2  https://www.nli.org.il/media/4693/israeli-publishers.csv
2. ↑   [недоступне посилання з 01.08.2019]
3. ↑  Steimatzky CEO seeking consortium to buy the company. Haaretz.com. 14 березня 2012. Архів оригіналу за 24 червня 2014. Процитовано 15 квітня 2013.
4. ↑  Sale of Steimatzky, Israel's Largest Book Chain, Completed. Haaretz. Архів оригіналу за 13 лютого 2022. Процитовано 13 лютого 2022.
5. ↑  Eyal Greenberg appointed Steimatzky acting CEO - Globes. 3 липня 2014. Архів оригіналу за 7 січня 2022. Процитовано 13 лютого 2022.
6. ↑  בוקנט חנות הספרים באינטרנט של רשת צומת ספרים. Booknet.co.il. Архів оригіналу за 8 грудня 2019. Процитовано 17 серпня 2019.